# Chiesa della Natività di Maria Vergine (Aurigo)
La chiesa della Natività di Maria Vergine è un luogo di culto cattolico situato nel comune di Aurigo, in piazza Natività di Maria Vergine, in provincia di Imperia. La chiesa è sede della parrocchia omonima del vicariato di Pieve di Teco della diocesi di Albenga-Imperia.

## Storia e descrizione

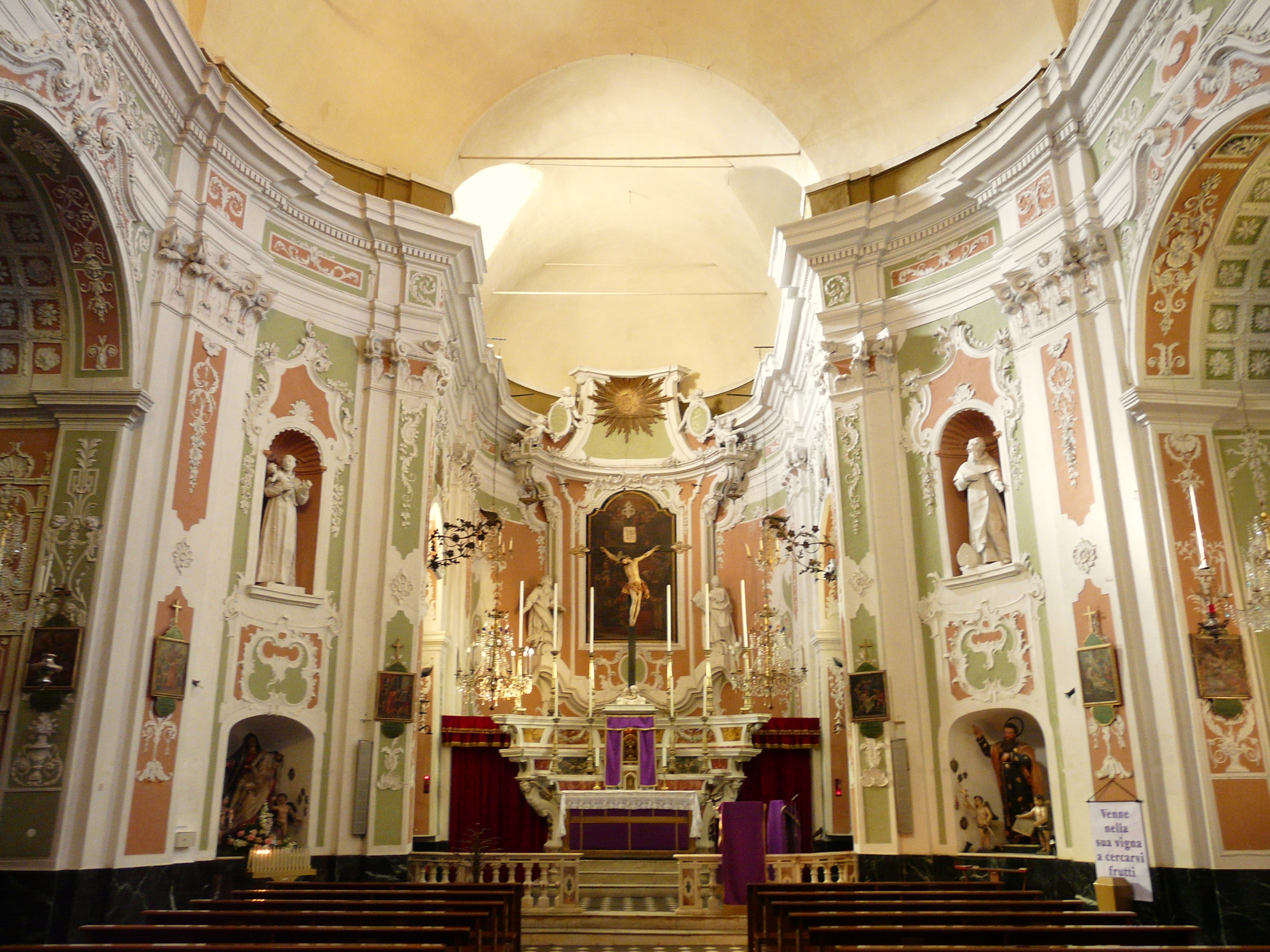
Particolare dell'interno

L'edificio è collocato all'estremo margine del poggio su cui è sito il borgo, in posizione opposta rispetto al castello, con facciata a nord e abside a sud.
La sua origine è in parte ancora dubbia, ma è possibile farla risalire ad una struttura fortificata dell'Alto Medioevo. Nel XVII secolo, l'edificio venne ristrutturato in forme barocche che ricoprirono, o sostituirono, le murature del XIII secolo, in parte ancora visibili nell'abside e nel campanile. La progettazione, a cura di Giacomo Filippo Marvaldi da Candeasco, si è conclusa nei primi anni del XVIII secolo.
L'interno si contraddistingue per la dimensione ariosa degli spazi, con cappelle ampie, il tutto ritmato da decorazioni a stucco di gusto tardobarocco, ad opera (tra il 1780 ed il 1784) di Gio Andrea Casella, caratterizzate da un originale cromatismo che abbina il verde, il bianco ed il rosa. Suggestiva doveva risultare anche la volta originaria, perduta in seguito al crollo dovuto al terremoto del 1887, che tante vittime e ingenti danni arrecò in numerose località del ponente ligure.
Nel complesso, l'edificio conserva al proprio interno opere di pregio e valore: dal crocifisso ligneo collocato nella cappella Bruna (1576), agli affreschi della cappella battesimale, le statue lignee policrome dei patroni - San Paolo e la Madonna Addolorata - risalenti agli anni venti del XIX secolo, e le tele che adornano le cappelle laterali e l'abside.